# Katedra Świętego Mikołaja w Novym meście
Katedra Świętego Mikołaja (słoweń. Stolnica svetega Nikolaja, Novo mesto) – katedra rzymskokatolicka w Novym meście, w Słowenii. 
Jest jednym z najstarszych, najpiękniejszych i najbardziej rozpoznawalnych zabytków Novego mesta. Kościół położony jest wzgórzu nad Starym Miastem i jest widoczny z daleka. Jego walory to ciekawa architektura (mieszanka stylów baroku i gotyku, i załamanie osi podłużnej kościoła), bogate wnętrze (obraz ołtarzowy Tintoretta Świętego Mikołaja) i słynna historia.
Do 7 kwietnia 2006 kościół był oficjalnie znany jako kościół kolegiacki w Novym meście. Po tej dacie, gdy powstała diecezja Novo mesto, kościół stał się katedrą diecezji i został przemianowany na katedrę św Mikołaja.